# Farmakologia weterynaryjna
Farmakologia weterynaryjna jest odrębną, choć istotnie powiązaną z farmakologią ogólną dziedziną nauki. Dotyczy leków weterynaryjnych, jak również leków stosowanych u ludzi, używanych również w lecznictwie zwierząt.
Jest to gałąź nauki wykładana jedynie na Wydziałach Medycyny Weterynaryjnej, i jako dziedzina w gruncie rzeczy przedkliniczna, ma za zadanie przygotować adepta sztuki weterynaryjnej do pracy jako klinicysta.